# Rio Formoso (kommunhuvudort)
Rio Formoso är en kommunhuvudort i Brasilien.   Den ligger i kommunen Rio Formoso och delstaten Pernambuco, i den östra delen av landet, 1 600 km nordost om huvudstaden Brasília. Rio Formoso ligger 87 meter över havet och antalet invånare är 15 518.
Terrängen runt Rio Formoso är platt. Närmaste större samhälle är Sirinchajem, 10,1 km nordost om Rio Formoso.
Omgivningarna runt Rio Formoso är en mosaik av jordbruksmark och naturlig växtlighet. Runt Rio Formoso är det ganska tätbefolkat, med 160 invånare per kvadratkilometer.